# 秦岭岩白菜
秦岭岩白菜（学名：Bergenia scopulosa），为虎耳草科岩白菜属下的一个植物种。